# Kovács Sándor (hírlapíró)
Kovács Sándor, Sz. Kovács Sándor (Szamosszeg, 1860. március 14. – Rákospalota, 1924. január 21.) hírlapíró, államvasúti főfelügyelő.

## Élete
1860-ban született Szatmár vármegyében, Szamosszegen. Édesapja nemes Kovács Sándor közjegyző volt, aki még azon évben Mátészalkára ment jegyzőnek (meghalt 1867. július 7-én), édesanyja nemes Iklódi Mária. Kovács Sándor nagybátyja gondozása alá került és a nagykállói reáliskolában tanult; három osztály elvégzése után Nyíregyházán kereskedésbe adták. Itt az erős munka a gyenge szervezetű fiút beteggé tette és így nyolc hónap múlva ismét haza kellett mennie. Mivel nagybátyja ismét kerekedésbe akarta adni, megszökött tőle, Nagykállóba ment és ott házitanítással tengette életét. Ezalatt az V. és VI. osztályt is végezte és 1877-ben Budapestre ment, ahol a Zerge utcai reáliskolában a VII. és VIII. osztályt is elvégezte. Ekkor anyja tartása és testvéröccse tanítása is reá nehezedett, így kénytelen volt a tanulástól megválni és az akkor keletkezett Uj Budapest című képes napilapnál keresett állást, ahol 1879 végeig maradt. Azután a Rumbach József ügyvéd által szerkesztett Budapesti Sürgöny című kőnyomatú laphoz ment, 1881. július 15-én pedig a Hírcsarnok kőnyomatú lap szerkesztőségébe lépett, ahol mint főmunkatárs, két év múlva pedig mint segédszerkesztő működött. 1883-ban a Farkas-Raskó pályázaton az Uj Golgotha c. költeményét és 1884-ben a Dobó leánya balladáját felemlítésre méltónak találták. Az 1885. évi országos kiállítás alatt szerkesztette a Kiállítási Hirnök című kőnyomatú kézirati lapot vidéki lapok számára. Az 1900-as évek elején mint állami vasúti ellenőr dolgozott, később vasúti szakcikkeket is írt. Számos hírlapi cikkén kívül népies hangú költeményeivel is elismerést vívott ki magának. 1924-ben hunyt el agybénulás következtében. Felesége Bartos Anna volt.

## Írásai
Cikkei, költeményei a következő lapokban, folyóiratokban és évkönyvekben jelentek meg: Budapest (1878-79., 1881-1882.), Friczi (1879.), Uj Budapest (1879.), Lehel Kürt (1879.). Nővilág (Jászberény 1879.), Vasmegyei Közlöny (1879-1881.), Család Lapja (1879.), Szabolcsmegyei Közlöny (1879.), Jászvidék (1879.), Magyar Vidék (Pápa, 1879.), Székesfejérvár (1879.), Egri Lapok (1879.), Magyarország és a Nagyvilág (1880.), Pápai Lapok (1880-82.), Pesti hirlap szépirodalmi melléklapja (1880.), Abauj-Kassai Közlöny (1880.) Dunántúli Képes Naptár (1880-81.), Hölgyek Naptára (1881. Ő és Az jegyek alatt), Családi Kör néplap szépirodalmi melléklete (1883.), Képes Családi Lapok (1883.), Kossuth Naptára (1883.), Budapesti Bazár (1884.), Rózsa Kálmán Nagy Képes Naptára (1884.), Ország Világ (1885., 1887. Gróf Gvadányi József), Németi Hirlap (1885.), Magyar Szalon (1885.), A kiállítás alatt (1885.) tárcacikkek a legtöbb vidéki lapban, Budapesti Hirlap, Nemzeti Politika, Harmonia sat.

## Munkája
- Dalok a pusztáról. 1878-1885. Budapest, 1886. (Ism. Közoktatás).

## Álnevei és jegye
Szamosszegi, Remény, Bolyongó, Sajói, Túzok Jónás. -s. (az Uj Budapest, Friczi és a Kiállítási Hirnök című lapokban).